# Лю Юйчень
Лю Юйчень (кит.: 刘雨辰, 25 липня 1995) — китайський бадмінтоніст, срібний призер Олімпійських ігор 2020 року.

## Виступи на Олімпіадах
| Олімпіада  | Дисципліна    | Місце |
| ---------- | ------------- | ----- |
| Токіо 2020 | парний розряд | 2     |